# Lunca de Jos
Lunca de Jos is een gemeente in Harghita. Lunca de Jos ligt in de regio Transsylvanië, in het midden van Roemenië. Ongeveer 99% van de bevolking is Hongaars. De Hongaarse naam is Gyimesközéplok. Verder is er ook nog een Duitse naam en dat is Nieder-Gimesch. Het dorp ligt aan de rand van de Karpaten, waardoor het weer er wisselvallig kan zijn. Er zijn diverse kleine winkels te vinden en één basisschool. De meeste toeristen komen hier om de bergen te zien en te beklimmen. 
Lunca de Jos ligt op ongeveer 32 kilometer van de dichtstbijzijnde grote stad, Miercurea-Ciuc. Vanuit Miercurea-Cicu is er doorgang naar grotere steden, zoals Brasov, Boekarest en Cluj-Napoca.
Atid · Avrămești · Bilbor · Brădești · Căpâlnița · Cârța · Ciceu · Ciucsângeorgiu · Ciumani · Corbu · Corund · Cozmeni · Dănești · Dârjiu · Dealu · Ditrău · Feliceni · Frumoasa · Gălăuțaș · Joseni · Lăzarea · Leliceni · Lueta · Lunca de Jos · Lunca de Sus · Lupeni · Mădăraș · Mărtiniș · Merești · Mihăileni · Mugeni · Ocland · Păuleni-Ciuc · Plăieșii de Jos · Porumbeni · Praid · Racu · Remetea · Săcel · Sâncrăieni · Sândominic · Sânmartin · Sânsimion · Sântimbru · Sărmaș · Satu Mare · Secuieni · Siculeni · Șimonești · Subcetate · Suseni · Tomești · Tulgheș · Tușnad · Ulieș · Vărșag · Voșlăbeni · Zetea